# Jez Nurek
Jez Nurek (rusko Нурекская ГЭС; tadžiško Нерӯгоҳи обии Норак, latinizirano: Nerūgohi obii Norak, dob. 'hidroelektrarna Nurek') je nasipni jez iz zemljine na reki Vakhš v Tadžikistanu. Njegov primarni namen je proizvodnja hidroelektrične energije, njegova elektrarna pa ima instalirano moč 3015 MW. Gradnja jezu se je začela leta 1961, prvi generator elektrarne pa je bil zagnan leta 1972. Zadnji generator je bil zagnan leta 1979, celoten projekt pa je bil zaključen leta 1980, ko je bil Tadžikistan še republika Sovjetske zveze. Takrat je jez postal najvišji jez na svetu. S 304 m je trenutno drugi najvišji umetni jez na svetu, potem ko ga je leta 2013 presegel jez Džinping-I. Jez Rogun, prav tako vzdolž reke Vakhš v Tadžikistanu, ga bo ob dokončanju morda presegel po velikosti.  

## Gradnja
Jez Nurek je zgradila Sovjetska zveza med letoma 1961 in 1980. Je edinstveno zgrajen, z osrednjim jedrom iz betona, ki tvori neprepustno pregrado znotraj 300 m visoke konstrukcije iz skal in zemljine. Prostornina kope je 54 milijonov m3. Jez vključuje devet generatorjev, prvi je bila predan leta 1972 in zadnji leta 1979. S poplavnega območja jezera je bilo preseljenih približno 5000 ljudi.
Jez stoji v globoki soteski reke Vakhš v zahodnem Tadžikistanu, približno 75 km vzhodno od glavnega mesta države Dušanbe. V mestu Nurek, ki je blizu jezu, živijo inženirji in drugi delavci, zaposleni v elektrarni.

## Proizvodnja električne energije
V elektrarni jezu Nurek je nameščenih skupno devet Francisovih turbin. Prvotno so imeli proizvodno zmogljivost 300 MW vsak (skupaj 2700 MW), med letoma 1984 in 1988 pa so bili preoblikovani in naknadno opremljeni, tako da imajo zdaj zmogljivost 335 MW vsak (skupaj 3015 MW). Od leta 1994 je to tvorilo večino državne 4,0 gigavatne hidroelektrične proizvodne zmogljivosti, ki je zadostovala za izpolnitev 98 % državnih potreb po električni energiji. Od začetka leta 2024 dobavlja 70 % električne energije v Tadžikistanu.

## Rezervoar
Rezervoar, ki ga tvori jez Nurek, je največji rezervoar v Tadžikistanu s prostornino 10,5 km3. Rezervoar je dolg več kot 70 km in ima površino 98 km2. Akumulacija poganja hidroelektrarno, ki je znotraj jezu. Akumulirana voda se uporablja tudi za namakanje kmetijskih zemljišč. Voda za namakanje se prenaša 14 kilometrov skozi namakalni tunel Dangara in se uporablja za namakanje približno 700 km2 kmetijskih zemljišč. Domneva se, da je rezervoar morda povzročil inducirano seizmičnost, ko je bil napolnjen.